# Георги, Отто
Отто Роберт Георги (нем. Otto Robert Georgi, 1831—1918) — германский юрист и политик Национал-либеральной партии из Саксонии, первый обер-бургомистр Лейпцига.

## Семья
Отто Георги родился в семье банкира и саксонского министра финансов Роберта Георги (1802—1869) и Эмилии Брюкнер (1801—1879) — дочери банкира и фабриканта Кристиана Готтхельфа Брюкнера. Его младший брат Артур Георги (1843—1900) возглавлял Торгово-промышленную палату в Плауэне и был членом нижней палаты саксонского парламента.
С 1861 года Отто Геоги был женат на Анне Грунер (1841—1925) — дочери крупного лейпцигского торговца Фердинанда Грунера; из их восьми детей достойны упоминания Артур Георги (1865—1945) и Рудольф Георги (1879—1956) — владельцы специализированного издательства нем. Paul Parey Verlag.

## Карьера
После окончания гимназии в Плауэне, Отто Георги изучал юриспруденцию в университетах Лейпцига, Гёттингена и Гейдельберга. Защитив в 1857 году в Лейпциге докторскую диссертацию, два года спустя он открыл собственную нотариальную контору. В 1863 году Георги удалось возглавить секретариат Лейпцигской торгово-промышленной палаты, и в 1865 году он был избран уполномоченным центрального правления Общества Густава Адольфа.
Политическая карьера Отто Георги началась в 1867 году, когда он вошёл в состав городского совета Лейпцига. Уже три года спустя он возглавил городской совет и в 1874 году занял должность вице-бургомистра. Наконец, 28 октября 1876 года — после смерти Отто Коха — Георги был назначен бургомистром Лейпцига, в следующем году первым получив титул обер-бургомистра, поскольку население Лейпцига к тому моменту превысило 100 тысяч человек. На этом посту он оставался вплоть до выхода на пенсию в сентябре 1899 года. Место градоначальника занял Карл Бруно Трёндлин, бывший вице-бургомистром при Отто Георги.
При Отто Георги Лейпциг окончательно превратился в динамично развивающийся промышленный центр. Значительно вырос и сам город: между 1889 и 1891 годами в состав Лейпцига вошли 17 предместий, а его население каждые десять лет увеличивалось на сто тысяч человек. Лейпциг стал четвёртым по численности населения городом в Германии (после Берлина, Гамбурга и Мюнхена). Вероятно, самым зримым воплощением нового самосознания города стало возведение к юго-западу от исторического центра парадного квартала, известного как Квартал музыки (нем. Musikviertel), с его роскошными частными виллами и репрезентативными общественными постройками, такими как Новый концертный зал (1884), Консерватория (1887), Имперский суд (1888), Академия графики (1890) и Библиотека Альбертина (1891). Не менее важными были перемены, касающиеся Лейпцигской ярмарки, отказавшейся от традиционного формата выставки-продажи и введение выставки образцов промышленных товаров (нем. Mustermesse), что вплоть до Второй мировой войны обеспечило Лейпцигу лидерство на выставочном рынке Европы. Своего рода апофеозом этого периода стало проведение в 1897 году Саксонско-тюрингенской индустриальной и промышленной выставки, привлекшей около 2,5 млн посетителей, и которая стала крупнейшей в своём роде во всей истории Лейпцига.
В силу своей должности лейпцигского градоначальника Отто Георги был, начиная с 1876 года, членом верхней палаты саксонского ландтага и в 1895—1896 годах его вице-президентом, будучи экспертом в вопросах финансов и железнодорожного строительства. Кроме прочего, с 1871 по 1877 годы Георги был депутатом рейхстага от своего родного избирательного округа Ауэрбах—Милау—Райхенбах.
Отто Георги скончался 1 апреля 1918 года в Лейпциге и был похоронен на Южном кладбище.

## Награды
При выходе на пенсию 30 сентября 1899 года Отто Георги по совокупности заслуг получил звание почётного гражданина Лейпцига; одновременно в его честь была переименована часть опоясывающей внутренний город кольцевой улицы Ринг. Кроме того, он был почётным гражданином городов Милау и Йохангеоргенштадт.
Лейпцигский университет присвоил ему звание почётного доктора медицины.
Саксонское правительство наградило Отто Георги Орденом заслуг второй степени, Орденом Альбрехта (рыцарь первого класса) и титулом тайного советника. Также он был награждён прусскими Орденом красного орла второй степени и Орденом Короны второй степени.

## Сочинения
- Entwurf einer Bau-Ordnung für die Stadt Leipzig nebst Erläuterungen. — Leipzig 1883.
- Reden und Ansprachen des Oberbürgermeisters der Stadt Leipzig Dr. Otto Georgi aus den Jahren 1874 bis 1899. — Leipzig 1899.
- Der sächsische Entwurf eines Wassergesetzes. Ein Beitrag zu seiner Beurteilung. — Leipzig, Duncker & Humblot, 1907.